# نظرية مؤامرة الزاحفين
الزاحفون، وتسمى أيضًا الأشخاص السحالي، العظائيات أو الوحشيون، هي زواحف ذات بنية بشرية مفترضة تلعب دورًا بارزًا في الفنتازيا، والخيال العلمي، وعلم الأجسام الطائرة مجهولة الهوية، ونظريات المؤامرة. روج ديفيد آيك لفكرة الزواحف، وهو أحد أصحاب نظرية المؤامرة، وادعى أن الزواحف الفضائية القادرة على تغيير شكلها تتحكم في الأرض من خلال اتخاذ شكمل بشري واكتساب القوة السياسية للتلاعب بالمجتمعات البشرية. صرح آيك في مناسبات متعددة أن العديد من قادة العالم من الزواحف أو ممسوسون بتلك الكائنات.

## اختطاف فضائي
تزعم روايات الاختطاف الفضائي أحيانًا الاتصال بالمخلوقات الزاحفة. تعود إحدى التقارير الأولى إلى ضابط الشرطة هربرت شيرمر من آشلاند في ولاية نبراسكا، والذي ذكر تحت تأثير التنويم المغناطيسي نقله على متن جسم غامض في عام 1967 من قبل كائنات بشرية لها شكل أقرب للزواحف؛ وكانوا يرتدون شعار «أفعى مجنحة» على الجانب الأيسر من صدورهم. اعتبر المشككون ادعاءاته بأنها مجرد خدعة.

## ديفيد آيك
قال ديفيد آيك، والذي نشر لأول مرة حول هذا الموضوع في عمله لعام 1999 بعنوان «السر الكبير»، أن زواحفًا ذات بنية بشرية طويلة القامة، تشرب الدماء، ومتغيرة الشكل من النظام النجمي نجم الثعبان، والتي تختبئ الآن في قواعد تحت الأرض، هي القوة وراء مؤامرة عالمية ضد الإنسانية. أكد آيك أن معظم قادة العالم القدامى والحديثين مرتبطين بهذه الزواحف، بما في ذلك سلالة الميروفنجيون، وعائلة روتشيلد، وعائلة بوش، والعائلة المالكة البريطانية. تملك نظريات المؤامرة التابعة لآيك الآن مؤيدين في حوالي 47 دولة، وألقى آيك محاضرات لحشود وصلت أعدادها إلى 6000 شخص.
أدرجت الكاتبة الأمريكية فيكي سانتيانو نظرية المؤامرة التابعة لآيك في قائمتها لأكثر 10 نظريات مؤامرة ذات شعبية. أشار استطلاع رأي السياسة العامة الذي أجراه الأمريكيون في عام 2013 إلى أن %4 من الناخبين المسجلين (± 2.8%) يؤمنون بأفكار ديفيد آيك.